# Tasmanicosa hughjackmani
Tasmanicosa hughjackmani Framenau & Baehr, 2016 è un ragno appartenente alla famiglia Lycosidae.

## Etimologia
Il nome proprio è in onore dell'attore australiano Hugh Jackman, che ha interpretato Wolverine nei film della serie X-Men, per le sue capacità artistiche e le numerose attività filantropiche. I ragni-lupo hanno "poteri" anche più notevoli di Wolverine: sono visibili di notte con i loro scintillanti ocelli verdi e riescono ad orientarsi anche in assenza di luce solare o lunare.

## Caratteristiche
L'olotipo maschile ha una lunghezza totale di 13,6mm: il cefalotorace è lungo 8,2mm, e largo 6,3mm.
Il paratipo femminile ha una lunghezza totale di 20,4mm: il cefalotorace è lungo 10,3mm, e largo 7,7mm.

## Distribuzione
La specie è stata reperita nella parte orientale dell'Australia meridionale e nello stato di Victoria. 
L'olotipo maschile e altri esemplari maschili e femminili sono stati rinvenuti lungo la Londonderry way di Epsom, sobborgo della città di Bendigo, nello stato di Victoria, nel dicembre 2009.

## Tassonomia
Le specie con cui ha più affinità sono la T. godeffroyi e la T. fulgor.
Al 2021 non sono note sottospecie e dal 2016 non sono stati esaminati nuovi esemplari.